# Metal Pesado (revista)
Metal Pesado foi uma revista em quadrinhos mensal para adultos publicada no Brasil pela editora Metal Pesado durante o ano de 1997. A revista teve seis edições regulares e duas edições especiais. Inspirada na revista Heavy Metal (essa por sua vez era uma versão da revista francesa Métal Hurlant), de onde "traduziu" seu título (além de utilizar um logotipo similar), a Metal Pesado optou por trazer quadrinhos de autores brasileiros que seguissem os mesmos gêneros das revistas originais: ficção científica e humor negro. Editada por Eloyr Pacheco e Jotapê Martins, a revista ganhou o Troféu HQ Mix de 1998 como "melhor edição especial" por sua edição dedicada à Gibiteca de Curitiba.